# Myrmecoclytus
Myrmecoclytus is een kevergeslacht uit de familie van de boktorren (Cerambycidae). De wetenschappelijke naam van het geslacht werd voor het eerst geldig gepubliceerd in 1895 door Fairmaire.

## Soorten
Myrmecoclytus omvat de volgende soorten:
- Myrmecoclytus affinis Breuning, 1976
- Myrmecoclytus mayottei Breuning, 1957
- Myrmecoclytus natalensis Hunt & Breuning, 1957
- Myrmecoclytus pauliani Breuning, 1957
- Myrmecoclytus raffrayi Fairmaire, 1895
- Myrmecoclytus singularis Breuning, 1957
- Myrmecoclytus vadoni Breuning, 1957